# Parafia Wniebowzięcia NMP w Turce
Parafia Wniebowzięcia Najświętszej Maryi Panny w Turce – parafia znajdująca się w archidiecezji lwowskiej w dekanacie Sambor, na Ukrainie.

## Historia
Parafia erygowana 29 stycznia 1749. Początkowo prowadzona ona była przez jezuitów, a po kasacie tego zakonu przez księży diecezjalnych. Obecny kościół zbudowano w latach 1767–1779. Zastąpił on drewniany kościół z lat 30. XVIII w. W latach 1906–1914 rozbudowano świątynię, a latach 1926–1928 została ona wyremontowana po zniszczeniach wojennych. W 1927 kościół rekonsekrował bp Anatol Nowak.
W okresie autonomii galicyjskiej była terytorialnie największą parafią w diecezji przemyskiej, w 1911 roku obejmowała wiernych z 88 wsi, w promieniu do 42 kilometrów. Reforma biskupa Józefa Pelczara zmniejszyła jej zasięg, by w 1914 obejmować wiernych z 35 wsi z 3156 łacinnikami (i 22 210 grekokatolikami)
Od 1944 księża z Turki sprawowali opiekę duszpasterską w kościele w Łomnej, gdzie parafia zanikła w wyniku mordów na ludności polskiej dokonywanych przez Ukraińców. Do końca wojny parafia turczańska należała do diecezji przemyskiej.
Po II wojnie światowej Turka znalazła się w granicach Związku Socjalistycznych Republik Radzieckich. Decyzją władz kościół został zamknięty. W późniejszych latach uległ on zniszczeniu. W 1992 roku wierni odzyskali go. W 2004 roku zakończył się jego remont, a 12 września 2004 roku rekonsakracji dokonał abp Marian Jaworski.